# Spy Kids: Armageddon
Spy Kids: Armageddon är en amerikansk spion-komedifilm som hade premiär den 22 september 2023 på strömningstjänsten Netflix. Filmen är regisserad av Robert Rodriguez, som även skrivit manus tillsammans med sonen Racer Rodriguez. Filmen är en nyinspelning av Spy Kids från 2001.

## Handling
Filmen kretsar kring två av världens bästa hemliga agenter och deras två barn. När barnen av misstag hjälper en spelutvecklare att sprida ett datorvirus måste de bli spioner för att rädda världen.

## Rollista (i urval)
- Gina Rodriguez
- Zachary Levi
- Everly Carganilla
- Connor Esterson
- Billy Magnussen
- D.J. Cotrona
- Fabiola Andujar

### Svenska röster
- Mary Ndiaye – Nora
- Jennifer Sherwood – Patty
- Petter Isaksson – Terrence
- Miller Morris – Tony
- Övriga röster – Anders Öjebo, Cecilia Wrangel Skoug, Ellie Löfgren Kruse, Freddy Åsblom, Folke Inghammar, Jennie Jahns, Joel Valois, Leo Hallerstam, Maja Söderström, Mikael Regenholz, Mikaela Ardai Jennefors, Mikaela Tidermark Nelson, Minou Deilert, Robin Henze
- Regissör, ljudtekniker och editerare – Anders Öjebo
- Översättare – Sofia Caiman
- Mixtekniker – Gustav Ydenius
- Svensk version producerad av KM Studio AB för Netflix Dubbing[6]